# HD 177830 c
HD 177830 c는 거문고자리 방향으로 193광년 떨어진 곳에 있는 항성 HD 177830 주위를 도는 외계 행성이다. 2007년 발견되었으나 발견 사실이 아직 논문으로 정리되어 발표되지 않았다. 행성 질량은 적어도 목성의 1/5이며 타원형 궤도를 그리면서 항성을 돌고 있는데, 평균 거리는 0.5 천문단위 정도이다.

## 같이 보기
- HD 177830 b

## 참고 문헌
- (영어) Butler 연구진 (2006). “Catalog of Nearby Exoplanets”. 《The Astrophysical Journal》 646 (1): 505–522. doi:10.1086/504701. 2019년 12월 7일에 원본 문서에서 보존된 문서. 2009년 6월 21일에 확인함.